# بلدية الشمال (الرياض)
بلدية الشمال هي إحدى بلديات مدينة الرياض في المملكة العربية السعودية. يبلغ عدد الأحياء التابعة للبلدية 17 حي، وتبلغ مساحة نطاقها 448 كيلو متر مربع. ويبلغ عدد سكان الأحياء السكنية ضمن نطاق البلدية 328.389 ألف نسمة.

## الأحياء التابعة للبلدية
- حي الفلاح
- حي الوادي
- حي الندى
- حي جامعة الامام محمد بن سعود
- حي الربيع
- حي النفل
- حي الغدير
- حي الصحافة
- حي العقيق
- حي حطين
- حي الملقا
- حي الياسمين
- حي النرجس
- حي العارض
- حي القيروان
- حي بنبان.[1][2]
- حي الخير
- حي الخزامى